# Governatore dell'Arkansas
Il governatore dell'Arkansas è il capo dell'esecutivo statale e delle forze armate dello Stato dell'Arkansas. La carica venne creata nel 1836, quando l'Arkansas entrò a far parte degli Stati Uniti.
Per diventare governatore bisogna avere almeno 30 anni, possedere la cittadinanza statunitense e risiedere nello Stato da almeno 7 anni.
L'attuale governatore è la repubblicana Sarah Huckabee Sanders, eletta nel 2022.

## Governatori

### Territorio dell'Arkansas
Il Territorio Arkansaw (rinominato Arkansas nel 1822) è stato diviso dal Territorio del Missouri il 4 luglio 1819.
| # | Foto | Nome              | Mandato                         | Designato da      |
| - | ---- | ----------------- | ------------------------------- | ----------------- |
| 1 |      | James Miller      | 3 marzo 1819 – 27 dicembre 1824 | James Monroe      |
| 2 |      | George Izard      | 4 marzo 1825 – 22 novembre 1828 | John Quincy Adams |
| 3 |      | John Pope         | 9 marzo 1829 – 9 marzo 1835     | Andrew Jackson    |
| 4 |      | William S. Fulton | 9 marzo 1835 – 15 giugno 1836   | Andrew Jackson    |

1. ↑  Deceduto durante il mandato.

### Stato dell'Arkansas
Partiti politici:

  Democratico (48)
  Repubblicano (8)
Stato:

     Governatore ad interim
| #  | Foto      | Governatore                       | Mandato                    | Mandato          | Termini        | Vicegovernatore       | Vicegovernatore      |
| #  | Foto      | Governatore                       | Inizio                     | Termine          | Termini        | Vicegovernatore       | Vicegovernatore      |
| -- | --------- | --------------------------------- | -------------------------- | ---------------- | -------------- | --------------------- | -------------------- |
| 1  |           | James Sevier Conway (1796-1855)   | 13 settembre 1836          | 4 novembre 1840  | 1              | Carica non esistente  | Carica non esistente |
| 2  |           | Archibald Yell (1797-1847)        | 4 novembre 1840            | 29 aprile 1844   | 2              | Carica non esistente  | Carica non esistente |
| -  |           | Samuel Adams (1805-1850)          | 29 aprile 1844             | 5 novembre 1844  | 2              | Carica non esistente  | Carica non esistente |
| 3  |           | Thomas Stevenson Drew (1802-1879) | 5 novembre 1844            | 10 gennaio 1849  | 3              | Carica non esistente  | Carica non esistente |
| 3  | 4         | Thomas Stevenson Drew (1802-1879) | 5 novembre 1844            | 10 gennaio 1849  |                | Carica non esistente  | Carica non esistente |
| -  |           | Richard C. Byrd (1805-1854)       | 10 gennaio 1849            | 19 aprile 1849   |                | Carica non esistente  | Carica non esistente |
| 4  |           | John Selden Roane (1817-1867)     | 19 aprile 1849             | 15 novembre 1852 |                | Carica non esistente  | Carica non esistente |
| 5  |           | Elias Nelson Conway (1812-1892)   | 15 novembre 1852           | 16 novembre 1860 | 5              | Carica non esistente  | Carica non esistente |
| 5  | 6         | Elias Nelson Conway (1812-1892)   | 15 novembre 1852           | 16 novembre 1860 |                | Carica non esistente  | Carica non esistente |
| 6  |           | Henry Massey Rector               | 16 novembre 1860           | 4 novembre 1862  | 7              | Carica non esistente  | Carica non esistente |
| -  |           | Thomas Fletcher                   | 4 novembre 1862            | 15 novembre 1862 | 7              | Carica non esistente  | Carica non esistente |
| 7  |           | Harris Flanagin                   | 15 novembre 1862           | 26 maggio 1865   | 8              | Carica non esistente  | Carica non esistente |
| 8  |           | Isaac Murphy                      | 18 aprile 1864             | 2 luglio 1868    | 9              |                       | Calvin C. Bliss      |
| 9  |           | Powell Clayton                    | 2 luglio 1868              | 17 marzo 1871    | 10             |                       | James M. Johnson     |
| 9  | Vacante   | Powell Clayton                    | 2 luglio 1868              | 17 marzo 1871    | 10             |                       |                      |
| -  |           | Ozra Amander Hadley               | 17 marzo 1871              | 6 gennaio 1873   | 10             |                       |                      |
| 10 |           | Elisha Baxter                     | 6 gennaio 1873             | 12 novembre 1874 | 11             |                       | Volney V. Smith      |
| 11 |           | Augustus Hill Garland             | 12 novembre 1874           | 11 gennaio 1877  | 12             | Carica non esistente  | Carica non esistente |
| 11 | 13        | Augustus Hill Garland             | 12 novembre 1874           | 11 gennaio 1877  |                | Carica non esistente  | Carica non esistente |
| 12 |           | William Read Miller               | 11 gennaio 1877            | 13 gennaio 1881  | 14             | Carica non esistente  | Carica non esistente |
| 12 | 15        | William Read Miller               | 11 gennaio 1877            | 13 gennaio 1881  |                | Carica non esistente  | Carica non esistente |
| 13 |           | Thomas James Churchill            | 13 gennaio 1881            | 13 gennaio 1883  | 16             | Carica non esistente  | Carica non esistente |
| 14 |           | James Henderson Berry             | 13 gennaio 1883            | 15 gennaio 1885  | 17             | Carica non esistente  | Carica non esistente |
| 15 |           | Simon Pollard Hughes, Jr.         | 17 gennaio 1885            | 17 gennaio 1889  | 18             | Carica non esistente  | Carica non esistente |
| 15 | 19        | Simon Pollard Hughes, Jr.         | 17 gennaio 1885            | 17 gennaio 1889  |                | Carica non esistente  | Carica non esistente |
| 16 |           | James Philip Eagle                | 17 gennaio 1889            | 14 gennaio 1893  | 20             | Carica non esistente  | Carica non esistente |
| 16 | 21        | James Philip Eagle                | 17 gennaio 1889            | 14 gennaio 1893  |                | Carica non esistente  | Carica non esistente |
| 17 |           | William Meade Fishback            | 14 gennaio 1893            | 18 gennaio 1895  | 22             | Carica non esistente  | Carica non esistente |
| 18 |           | James Paul Clarke                 | 18 gennaio 1895            | 18 gennaio 1897  | 23             | Carica non esistente  | Carica non esistente |
| 19 |           | Daniel Webster Jones              | 18 gennaio 1897            | 18 gennaio 1901  | 24             | Carica non esistente  | Carica non esistente |
| 19 | 25        | Daniel Webster Jones              | 18 gennaio 1897            | 18 gennaio 1901  |                | Carica non esistente  | Carica non esistente |
| 20 |           | Jeff Davis                        | 18 gennaio 1901            | 18 gennaio 1907  | 26             | Carica non esistente  | Carica non esistente |
| 20 | 27        | Jeff Davis                        | 18 gennaio 1901            | 18 gennaio 1907  |                | Carica non esistente  | Carica non esistente |
| 20 | 28        | Jeff Davis                        | 18 gennaio 1901            | 18 gennaio 1907  |                | Carica non esistente  | Carica non esistente |
| 21 |           | John Sebastian Little             | 18 gennaio 1907            | 11 febbraio 1907 | 29             | Carica non esistente  | Carica non esistente |
| -  |           | John Isaac Moore                  | 11 febbraio 1907           | 14 maggio 1907   | 29             | Carica non esistente  | Carica non esistente |
| -  |           | Xenophon Overton Pindall          | 14 maggio 1907             | 11 gennaio 1909  | 29             | Carica non esistente  | Carica non esistente |
| -  |           | Jesse M. Martin                   | 11 gennaio 1909            | 14 gennaio 1909  | 29             | Carica non esistente  | Carica non esistente |
| 22 |           | George Washington Donaghey        | 14 gennaio 1909            | 16 gennaio 1913  | 30             | Carica non esistente  | Carica non esistente |
| 22 | 31        | George Washington Donaghey        | 14 gennaio 1909            | 16 gennaio 1913  |                | Carica non esistente  | Carica non esistente |
| 23 |           | Joseph Taylor Robinson            | 16 gennaio 1913            | 8 marzo 1913     | 32             | Carica non esistente  | Carica non esistente |
| -  |           | William Kavanaugh Oldham          | 8 marzo 1913               | 13 marzo 1913    | 32             | Carica non esistente  | Carica non esistente |
| -  |           | Junius Marion Futrell             | 13 marzo 1913              | 6 agosto 1913    | 32             | Carica non esistente  | Carica non esistente |
| 24 |           | George Washington Hays            | 6 agosto 1913              | 10 gennaio 1917  | 32             | Vacante               | Vacante              |
| 25 |           | Charles Hillman Brough            | 10 gennaio 1917            | 11 gennaio 1921  | 33             | Vacante               | Vacante              |
| 25 | 34        | Charles Hillman Brough            | 10 gennaio 1917            | 11 gennaio 1921  |                | Vacante               | Vacante              |
| 26 |           | Thomas Chipman McRae              | 11 gennaio 1921            | 13 gennaio 1925  | 35             | Vacante               | Vacante              |
| 26 | 36        | Thomas Chipman McRae              | 11 gennaio 1921            | 13 gennaio 1925  |                | Vacante               | Vacante              |
| 27 |           | Tom Jefferson Terral              | 13 gennaio 1925            | 11 gennaio 1927  | 37             | Vacante               | Vacante              |
| 28 |           | John Ellis Martineau              | 11 gennaio 1927            | 2 marzo 1928     | 38             |                       | Harvey Parnell       |
| 29 |           | Harvey Parnell                    | 2 marzo 1928               | 10 gennaio 1933  | 38             | Vacante               | Vacante              |
| 29 | 39        | Harvey Parnell                    | 2 marzo 1928               | 10 gennaio 1933  |                | William Lee Cazort    |                      |
| 29 | 40        | Harvey Parnell                    | 2 marzo 1928               | 10 gennaio 1933  |                | Lawrence Elery Wilson |                      |
| 30 |           | Junius Marion Futrell             | 10 gennaio 1933            | 12 gennaio 1937  | 41             |                       | William Lee Cazort   |
| 30 | 42        | Junius Marion Futrell             | 10 gennaio 1933            | 12 gennaio 1937  |                |                       | William Lee Cazort   |
| 31 |           | Carl Edward Bailey                | 12 gennaio 1937            | 14 gennaio 1941  | 43             |                       | Robert L. Bailey     |
| 31 | 44        | Carl Edward Bailey                | 12 gennaio 1937            | 14 gennaio 1941  |                |                       | Robert L. Bailey     |
| 32 |           | Homer Martin Adkins               | 14 gennaio 1941            | 9 gennaio 1945   | 45             |                       | Robert L. Bailey     |
| 32 | 46        | Homer Martin Adkins               | 14 gennaio 1941            | 9 gennaio 1945   |                | James L. Shaver       |                      |
| 33 |           | Benjamin Travis Laney             | 9 gennaio 1945             | 11 gennaio 1949  | 47             | James L. Shaver       |                      |
| 33 | 48        | Benjamin Travis Laney             | 9 gennaio 1945             | 11 gennaio 1949  |                | Nathan Green Gordon   |                      |
| 34 |           | Sid McMath                        | 11 gennaio 1949            | 13 gennaio 1953  | 49             | Nathan Green Gordon   |                      |
| 34 | 50        | Sid McMath                        | 11 gennaio 1949            | 13 gennaio 1953  |                | Nathan Green Gordon   |                      |
| 35 |           | Francis Cherry                    | 13 gennaio 1953            | 11 gennaio 1955  | 51             | Nathan Green Gordon   |                      |
| 36 |           | Orval Faubus                      | 11 gennaio 1955            | 10 gennaio 1967  | 52             | Nathan Green Gordon   |                      |
| 36 | 53        | Orval Faubus                      | 11 gennaio 1955            | 10 gennaio 1967  |                | Nathan Green Gordon   |                      |
| 36 | 54        | Orval Faubus                      | 11 gennaio 1955            | 10 gennaio 1967  |                | Nathan Green Gordon   |                      |
| 36 | 55        | Orval Faubus                      | 11 gennaio 1955            | 10 gennaio 1967  |                | Nathan Green Gordon   |                      |
| 36 | 56        | Orval Faubus                      | 11 gennaio 1955            | 10 gennaio 1967  |                | Nathan Green Gordon   |                      |
| 36 | 57        | Orval Faubus                      | 11 gennaio 1955            | 10 gennaio 1967  |                | Nathan Green Gordon   |                      |
| 37 |           | Winthrop Rockefeller (1912-1973)  | 10 gennaio 1967            | 12 gennaio 1971  | 58 (1966)      |                       | Maurice Britt        |
| 37 | 59 (1968) | Winthrop Rockefeller (1912-1973)  | 10 gennaio 1967            | 12 gennaio 1971  |                |                       | Maurice Britt        |
| 38 |           | Dale Bumpers (1925-2016)          | 12 gennaio 1971            | 3 gennaio 1975   | 60 (1970)      |                       | Bob C. Riley         |
| 38 | 61 (1972) | Dale Bumpers (1925-2016)          | 12 gennaio 1971            | 3 gennaio 1975   |                |                       | Bob C. Riley         |
| -  |           | Bob C. Riley (1924-1994)          | 3 gennaio 1975             | 14 gennaio 1975  | Vacante        | Vacante               |                      |
| 39 |           | David Pryor (1934-2024)           | 14 gennaio 1975            | 3 gennaio 1979   | 62 (1974)      |                       | Joe Purcell          |
| 39 | 63 (1976) | David Pryor (1934-2024)           | 14 gennaio 1975            | 3 gennaio 1979   |                |                       | Joe Purcell          |
| -  |           | Joe Purcell (1923-1987)           | 3 gennaio 1979             | 9 gennaio 1979   | Vacante        | Vacante               |                      |
| 40 |           | Bill Clinton (1946-)              | 9 gennaio 1979             | 19 gennaio 1981  | 64 (1978)      |                       | Joe Purcell          |
| 41 |           | Frank D. White (1933-2003)        | 19 gennaio 1981            | 11 gennaio 1983  | 65 (1980)      |                       | Winston Bryant       |
| 42 |           | Bill Clinton (1946-)              | 11 gennaio 1983            | 12 dicembre 1992 | 66 (1982)      |                       | Winston Bryant       |
| 42 | 67 (1984) | Bill Clinton (1946-)              | 11 gennaio 1983            | 12 dicembre 1992 |                |                       | Winston Bryant       |
| 42 | 68 (1986) | Bill Clinton (1946-)              | 11 gennaio 1983            | 12 dicembre 1992 |                |                       | Winston Bryant       |
| 42 | 69 (1990) | Bill Clinton (1946-)              | 11 gennaio 1983            | 12 dicembre 1992 |                | Jim Guy Tucker        |                      |
| 43 | 69 (1990) |                                   | Jim Guy Tucker (1943-2025) | 12 dicembre 1992 | 15 luglio 1996 | Vacante               | Vacante              |
| 43 | 70 (1994) |                                   | Jim Guy Tucker (1943-2025) | 12 dicembre 1992 | 15 luglio 1996 | Mike Huckabee         |                      |
| 44 | 70 (1994) |                                   | Mike Huckabee (1955-)      | 15 luglio 1996   | 9 gennaio 2007 | Vacante               | Vacante              |
| 44 | 70 (1994) | Winthrop P. Rockefeller           | Mike Huckabee (1955-)      | 15 luglio 1996   | 9 gennaio 2007 |                       |                      |
| 44 | 71 (1998) |                                   | Mike Huckabee (1955-)      | 15 luglio 1996   | 9 gennaio 2007 |                       |                      |
| 44 | 72 (2002) |                                   | Mike Huckabee (1955-)      | 15 luglio 1996   | 9 gennaio 2007 |                       |                      |
| 44 | Vacante   |                                   | Mike Huckabee (1955-)      | 15 luglio 1996   | 9 gennaio 2007 |                       |                      |
| 45 |           | Mike Beebe (1946-)                | 9 gennaio 2007             | 13 gennaio 2015  | 73 (2006)      |                       | Bill Halter          |
| 45 | 74 (2010) | Mike Beebe (1946-)                | 9 gennaio 2007             | 13 gennaio 2015  |                | Mark Darr             |                      |
| 45 | 74 (2010) | Mike Beebe (1946-)                | 9 gennaio 2007             | 13 gennaio 2015  | Vacante        |                       |                      |
| 46 |           | Asa Hutchinson (1950-)            | 13 gennaio 2015            | 10 gennaio 2023  | 75 (2014)      |                       | Tim Griffin          |
| 46 | 76 (2018) | Asa Hutchinson (1950-)            | 13 gennaio 2015            | 10 gennaio 2023  |                |                       | Tim Griffin          |
| 47 |           | Sarah Huckabee Sanders (1982-)    | 10 gennaio 2023            | in carica        | 77 (2022)      |                       | Leslie Rutledge      |